# John Milnor
John Willard Milnor (født 20. februar 1931) er en amerikansk matematiker kendt for sit arbejde inden for differentialtopologi, K-teori og dynamiske systemer. Han vandt Fieldsmedaljen i 1962, Wolfprisen i 1989 og Abelprisen i 2011.  Milnor er professor ved Stony Brook University og hans kone, Dusa McDuff, er ligeledes professor i matematik ved Barnard College.